# Kusum Kanguru
Kusum Kanguru (in alternativa Kusum Kangguru, Kusum Kangru, Kusum Kang, Kusum Khangru, Kusumkhang Karda o Mount Kanguru) è una montagna nella regione del Khumbu dell'Himalaya in Nepal. Il suo nome, Kusum Kanguru, significa "Tre Bianchi come la neve" nella lingua Sherpa, che si riferisce alla tripla vetta della montagna.
La cresta principale nord-sud di Kusum Kanguru costituisce il confine tra il Dudh Khosi a ovest e la valle Hinku a est. La montagna è la principale fonte del Kusum Khola (o Thado Koshi Khola) che scorre verso ovest per confluire nel Dudh Kosi nel villaggio di Thado Koshi. Kusum Kanguru è una delle prime alte montagne innevate che si vedono durante il trekking da Jiri al campo base del Monte Everest.

## Storia dell'arrampicata
Con un'altitudine di 6 367 metri (6 369 metri o 6 370 metri secondo altre fonti cartografiche), la montagna è classificata come cima da trekking, ma è considerata una delle più difficili da scalare. Su ventidue tentativi tra il 1978 e il 1998, sono state segnalate solo nove spedizioni di successo.
Dopo quattro tentativi precedentemente falliti da parte di britannici, giapponesi e due precedenti spedizioni neozelandesi, una spedizione giapponese guidata da Ken Kanazawa raggiunse la sommità nord il 9 ottobre 1979.
La prima ascesa riuscita sulla cima principale è stata fatta da Bill Denz della Nuova Zelanda il 7 ottobre 1981, risalendo il contrafforte sudoccidentale (parete ovest) e scendendo sul fianco nord-occidentale. Denz non solo ha realizzato la prima salita, ma anche la prima salita in solitaria e la prima traversata di Kusum Kanguru. Cinque giorni dopo, il 12 ottobre 1981, una squadra giapponese effettuò la seconda ascensione attraverso la parete sud.
Negli anni successivi sono state aperte nuove vie, tutte tecnicamente molto impegnative.
La spedizione britannica del 1988 guidata da Nick Mason, John Diplock e Julian Holmes ha conquistato la facciata est, precedentemente inviolata. Il medico di spedizione era Rob Howarth che in seguito lavorò a sostegno delle Everest Mountain Marathon. La spedizione è stata filmata da Warwick Partington, ex regista di ITV e Channel 4, prima di lavorare per Sky News.